# American Heritage Dictionary
The American Heritage Dictionary of the English Language (AHD) ist ein Wörterbuch der englischen Sprache. Herausgegeben wird das Wörterbuch vom US-amerikanischen Verlag Houghton Mifflin in Boston.
Im Wörterbuch erfolgt die Ausspracheangabe unter Verwendung einer eigenen Lautschrift. Diese wird ebenfalls mit der Abkürzung AHD bezeichnet (AHD-Lautschrift: ā; ă; ä; â; ē; ĕ; ī; ĭ; î; ō; ŏ; ô; ŭ; o͞o; o͝o).